# Гетто в Верхнедвинске
Гетто в Верхнедви́нске (июль 1941 — 2 февраля 1942) — еврейское гетто, место принудительного переселения евреев города Верхнедвинска (до 1962 года — Дрисса) Витебской области в процессе преследования и уничтожения евреев во время оккупации территории Белоруссии войсками нацистской Германии в период Второй мировой войны.

## Оккупация Верхнедвинска и создание гетто
В 1939 году в Дриссе жили 825 евреев. До 17 сентября 1939 года Верхнедвинск был пограничным городом, и на другой стороне Западной Двины была уже Польша.
В Дриссе уже с 1939 года жили польские беженцы, рассказывавшие про ужасы немецкой оккупации, но многие, особенно старики, не хотели этому верить. Поэтому с началом эвакуации часть евреев осталась в городе, уверенные, что немцы неспособны сделать ничего плохого.
3 июля 1941 года Дрисса была занята немецкими войсками, и оккупация продлилась 3 года — до 12 июля 1944 года.
Реализуя нацистскую программу уничтожения евреев, немцы создавали гетто почти во всех городах и населённых пунктах Беларуси, где проживало еврейское население. Так и в Верхнедвинске уже в июле 1941 года оккупанты организовали гетто.

## Условия в гетто
Немцы провели регистрацию населения и выявили всех евреев, после чего заставили всех нашить жёлтые латы на одежду.
Сначала территория гетто в Дриссе занимала прежний район еврейского проживания и до 1942 года евреи жили в своих домах. Узников ежедневно гоняли на принудительные работы. Убивали евреев за малейшую провинность.
В феврале 1942 года территорию гетто уменьшили до района на северном окончании улицы Гагарина, в углу при впадении реки Дрисса в Западную Двину, куда согнали всех ещё оставшихся в живых евреев.

## Уничтожение гетто

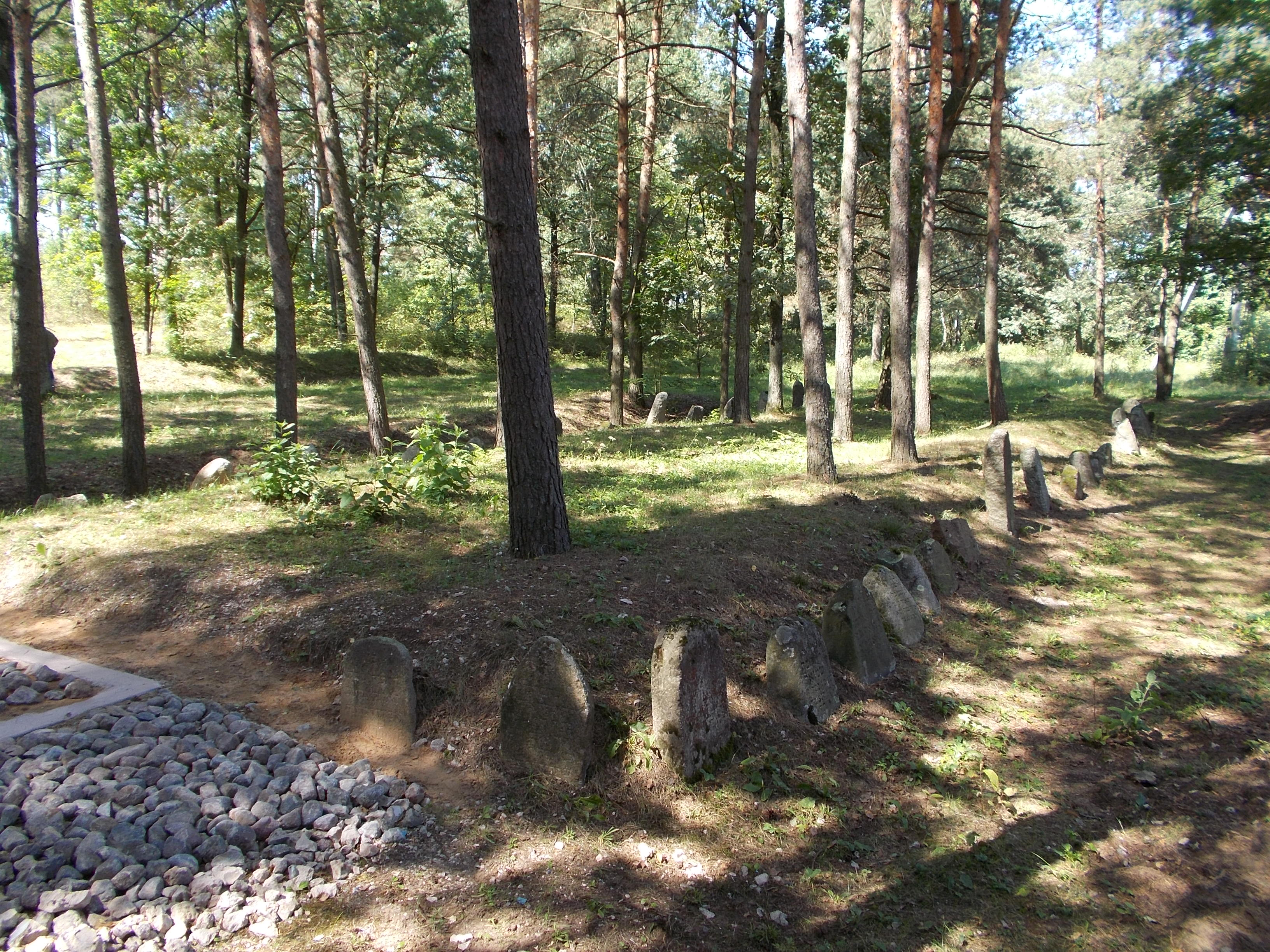
Расстрельный ров — братская могила евреев Дриссенского гетто

2 февраля (в декабре) 1942 года евреев выгнали из домов, построили колонной, и под охраной погнали по центральной, единственной мощённой булыжником улице Советской через весь город к еврейскому кладбищу. Жителям Дриссы запретили даже подходить к окнам и смотреть, как евреев гонят на смерть.
На кладбище для «акции» (таким эвфемизмом гитлеровцы называли организованные ими массовые убийства) уже заранее были выкопан расстрельный ров длиной 20 и шириной 4 метра. Евреев подводили по 10—15 человек к яме и расстреливали из пулемётов. Перед смертью руководитель духового оркестра Пульман успел крикнуть убийцам — немцам и полицаям: «Наши отомстят за нашу смерть!».
Детей бросали в ямы живыми, расстреливая на лету.
После расстрела яму засыпали землей вместе со многими ранеными, но ещё живыми людьми.
В этот день в Дриссе, согласно акту районной комиссии ЧГК, были убиты 769 евреев.

## Память

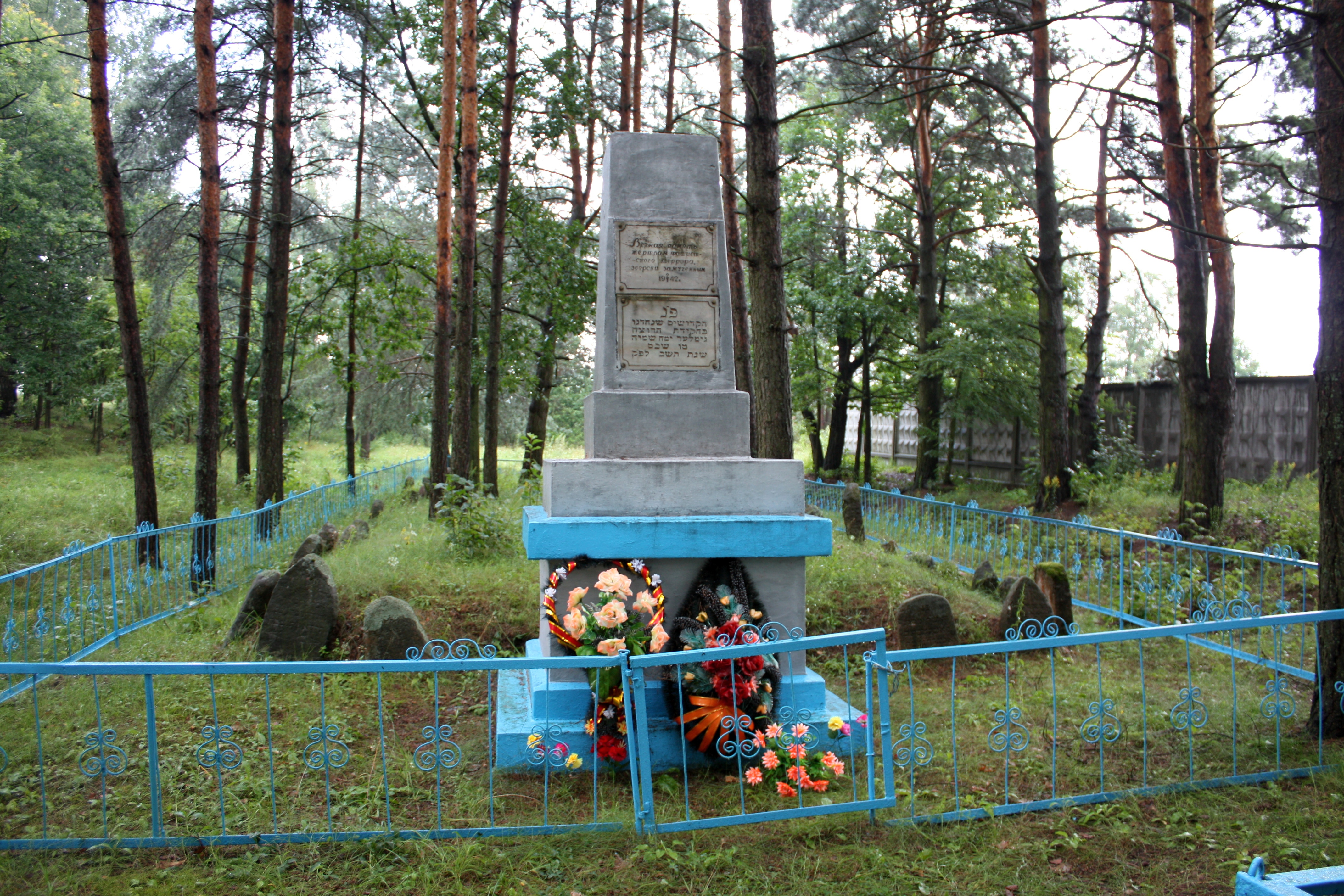
Старый памятник на месте убийства евреев — узников гетто в Верхнедвинске. В 2013 году заменен на новый

В начале 1950-х годов по инициативе Софьи Моисеевны Батушанской и Бейлина Абрама Львовича, чьи родные были убиты в гетто Верхнедвинска, на еврейском кладбище на братской могиле жертв геноцида евреев была установлена мраморная доска, а позднее сооружен памятник. На памятнике удалось, помимо надписи на русском языке, также выбить и слова на иврите. На русском языке было написано: «Вечная память жертвам фашистского террора, зверски замученным 2 февраля 1942 года». А слова на иврите были другими: «Здесь похоронены кдойшим (то есть святые — евреи, погибшие за веру), убитые по приказу Гитлера, да забудется (сотрется) его имя. Ту би-Шват, год 5702 (по еврейскому летоисчислению)». В последующие годы дети погибших евреев организовывали воскресники, собирали еврейские надгробные камни (мацевы) с еврейского кладбища, которые были разбросаны по всему городу. Их отвозили обратно на кладбище и устанавливали возле расстрельного рва.
В 2013 году на месте старого памятника жертвам Катастрофы был установлен новый, с надписями на трёх языках — белорусском, английском и иврите.